# Ceroxylon amazonicum
Ceroxylon amazonicum es una especie de planta fanerógama perteneciente a la familia Arecaceae. Es endémica del sudeste de Ecuador, donde es natural de los hábitats subtropicales o tropicales de los bosques de las laderas orientales de la Cordillera de los Andes. Está considerada en peligro de extinción por la pérdida de hábitat.

## Descripción
Ceroxylon amazonicum tiene un tallo solitario, que alcanza un tamaño de 20 m de altura, y de 15-25 cm de diámetro, de color gris a blanco. Las hojas de 5 m de longitud; con 100 pinnas  a cada lado, insertas regularmente en un plano, horizontal, con la parte terminal descendente, las pinnas centrales miden 50-75 cm de largo y 4-5 cm de ancho, con un grueso indumento, de color blanco a marrón claro y ceroso. Las inflorescencias de arqueadas a pendulares, de 3 m de largo, ramificadas 3 veces. Frutas de 2 cm de diámetro, lisas, de color rojo en la madurez.

## Taxonomía
Ceroxylon amazonicum fue descrita por Gloria Galeano Garcés y publicado en Caldasia 17(82–85): 398. 1995
Etimología
Ceroxylon: nombre genérico compuesto de las palabras griegas: kèròs = "cera" y xγlon = "madera",  en referencia a la gruesa cera blanca que se encuentra en los troncos.
amazonicum: epíteto geográfico que alude a su localización en la Amazonia.

## Nombre común
- Ramo (Ecuador), paik (Shuar, Ecuador).[7]